# Djungel-Jim (sång)
"Djungel-Jim" är en sång från 1978, skriven av Harpo och producerad av Harpo och Finn Sjöberg. Den finns med på Harpos studioalbum Jan Banan och hans flygande matta (1978) och utgavs som singel samma år med "Nothing to Hide" som B-sida.
Låten tog sig in på Svensktoppen 1978, där den stannade två veckor på listans tiondeplats.

## Låtlista
1. "Djungel-Jim"
2. "Nothing to Hide"